# Ione vicina
Ione vicina är en kräftdjursart som beskrevs av Bonnier 1900. Ione vicina ingår i släktet Ione och familjen Bopyridae. Inga underarter finns listade i Catalogue of Life.